# Nathaniel Mbumba
Pour les articles homonymes, voir Mbumba (homonymie).
Nathaniel Mbumba (ou Nathanaël, ou Mbumb,) est un général de brigade rebelle zaïrois. Il est le fondateur et le président des rebelles katangais du Front national de libération du Congo lors des conflits de la première et la deuxième guerre du Shaba, en marge de la guerre civile angolaise, à la fin des années 1970.

## Biographie

### Période coloniale
Après avoir été à la tête de la police de Kolwezi au temps de Moïse Tshombé, il est arrêté par les forces de Seti Yale au temps de l'épuration de la police zaïroise. Mais il parvient à s'échapper et gagne l'Angola, où les services secrets portugais de la PIDE le poussent à fonder le front national de libération du Congo (FNLC) le 18 juin 1968. La rébellion qu'il mène a pour objectif de redonner le pouvoir aux Lundas, peuple dont il est issu, dans la province de Katanga.
Il hérite des services secrets portugais le grade de colonel, et se trouve à la tête d'un des trois bataillons de Fiéis. Après avoir bravement combattu les rebelles du FNLA en Angola, il reçoit le grade de général de brigade après avoir suivi une formation à l'Academia Militar de Lisbonne (en), et remplace le colonel Kalonga à la tête des Fiéis.

### Après l'indépendance de l'Angola
Mais après la chute de régime de Salazar au Portugal, Mbumba et ses 2 400 hommes doivent faire un choix entre rejoindre le MPLA, soit rentrer au Zaïre (avec la quasi-assurance que l'offre d'amnistie de Mobutu se traduirait par son exécution) ou un transfert vers l'Afrique du Sud (peu encline à accueillir des troupes noires hostiles à leurs alliés). Mbumba et son FNLC rejoignent le MPLA le 17 décembre 1974, alors même que les 1 500 partisans de la Révolte de l'Est de Daniel Chipenda (en) viennent de quitter le MPLA. Ses hommes, dénommés désormais les « Tigres », repoussent l'UNITA au nord de la ligne de chemin de fer reliant Lobito à Dilolo ; Mbumba contrôle alors un territoire diamantifère important.
Après l'indépendance de l'Angola le 11 novembre 1975, Agostinho Neto reconnaît la valeur de l'aide apportée à sa cause par les hommes de Mbumba, et leur assure son soutien pour retourner au Zaïre. Mais peu après l'accord intervenu entre Neto et Mobutu Sese Seko, signé le 28 février 1976, le journal belge Choc indique que Mbumba et ses hommes persistent dans l'accomplissement de leur but, la prise de pouvoir dans le sud du Zaïre. Les Forces armées populaires du Congo (FAPAC) bénéficieraient même d'une aide militaire de l'Union soviétique. Si Mbumb confirme, bien des années plus tard, que l'une de ses motivations était le constat de l'uniformité du corps des officiers de l'armée de Mobutu, exclusivement composé de proches ou de personnes issues de la province de l'Équateur, il déclenche le 8 mars 1977 son offensive sur le Shaba, mais il est repoussé après l'arrivée des renforts marocains venus apporter leur appui aux forces armées zaïroises.
L'Angola, dans l'espoir de donner plus de chance à une future entreprise de ce genre, tenta un rapprochement entre le FNLC de Mbumba et le PRP de Laurent-Désiré Kabila. Mais peu après la constitution du Conseil suprême de libération, sous l'égide de Neto, Mbumba dénonce l'accord, ne voulant pas de partage de pouvoir avec Kabila, de l'ethnie baluba. Mbumba, pendant cette mise en sommeil du conflit, en profite pour s'approprier certains moyens de la Diamang (en), compagnie nationale angolaise des mines de diamant. En particulier, les camions et le carburant pris à l'entreprise lui permettent d'engager l'opération Colombe. Le 12 mai 1978, les 3 000 Tigres passent à travers la Zambie, et cette fois-ci atteignent Kolwezi. Mais peu de temps après, l'opération menée par les Européens sur Kolwezi les contraignent à retourner en Angola, non sans emporter un important butin.
Arrêté en 1979 par le gouvernement angolais, Mbumba est expulsé au Zaïre, où il est emprisonné. Il est gracié lors de la Conférence nationale souveraine du début des années 1990, ayant quitté la tête des FAPAC au profit de Simon Kasongo. Il vit dès lors à Kinshasa.